# The Beatles Anthology
A The Beatles Anthology a Beatles történetét összefoglaló dokumentumfilm-sorozat, 3 album és egy könyv címe.

## A dokumentumfilm-sorozat
Fő szócikk: The Beatles Anthology (film)
1995-ben, nagyjából a Free as a Bird és az Anthology 1 megjelenésével egyidőben a brit ITV és az amerikai ABC elkezdte sugározni a filmsorozatot. A sorozat – több mint ötévi tervezés és kivitelezés terméke – rengeteg korabeli filmfelvétel és új interjú segítségével mutatja be a zenekar történetét. A filmet később VHS-en és egy 5 DVD-s csomagban is kiadták. Szerkezete a könyvét követi, a négy zenész saját szemszögéből beszél az együtt töltött évekről. A filmben mind a négy zenész megszólal: McCartney, Harrison és Starr a film kedvéért új interjúkat is adott, Lennon pedig korábbi felvételeken látható.

## Az albumok
Fő szócikkek: Anthology 1, Anthology 2, Anthology 3
A film mellé 3 dupla CD-t is kiadtak, melyeken még soha azelőtt nem hallott Beatles-felvételek szerepelnek.
Két nappal az első rész sugárzása után került boltokba az Anthology 1, melyen a The Quarrymen, a híres Decca-meghallgatás, és az első négy album (Please Please Me, With the Beatles, A Hard Day’s Night, Beatles for Sale) addig ki nem adott felvételei hallhatóak. A Free as a Bird kiadásáról már a munkálatok elején döntöttek. Az Anthology 1-ből megjelenése napján 450 ezer darabot adtak el, amit máig sem szárnyalt túl senki. Pete Best, a zenekar eredeti dobosa ezután az album után kapta első igazi jogdíjait, mert olyan dalokat is használtak, melyekben ő játszik. Ez a gesztus azonban nem érvényesült a borítón, ugyanis a középen látható plakáton Best arca helyett Ringo Starr látható.
1996. március 18-án jelent meg az Anthology 2. Ezen a Help!, a Rubber Soul, a Revolver és a Sgt. Pepper's Lonely Hearts Club Band felvétele idején készült, korábban meg nem jelent próbafelvételek hallhatóak. A legfigyelemreméltóbbak a Strawberry Fields Forever demói és próbafelvételei, melyek azelőtt csak kalózfelvételeken voltak hozzáférhetőek. Itt kapott helyet a második „új” dal, a Real Love, melynek alapját – a Free as a Bird-höz hasonlóan – Lennon egyik befejezetlen dala adta.
A harmadik dupla album, az Anthology 3 1996. október 28-án jelent meg. Ezen A Fehér Album, az Abbey Road és a Let It Be idejéből származó próbafelvételek és ki nem adott dalok kaptak helyet.